# Coxim Atlético Clube
El Coxim Atlético Clube es un equipo de fútbol de Brasil que disputa el Campeonato Sul-Matogrossense, primera división de fútbol del estado de Mato Grosso del Sur.

## Historia
Fue fundado el 10 de enero de 2002 en el municipio de Coxim del estado de Mato Grosso del Sur tras tomar el lugar de la selección sub-23 local que terminó en segundo lugar de la segunda división estatal, y ese mismo año jugaron en el Campeonato Sul-Matogrossense por primera vez.
En 2003 llega a la ronda de cuartos de final de la liga estatal, aunque en 2004 desciende de categoría. En 2005 regresa a la primera división estatal, logrando ser campeón estatal un año después venciendo en la final al SERC, obteniendo la clasificación para la Copa de Brasil de 2007 por primera vez, su primera participación en un torneo de escala nacional.
En 2007 fue eliminado en la primera ronda de la Copa de Brasil por el Clube Atlético Paranaense del estado de Paraná con marcador de 3-5, mientras que en la liga estatal fue sancionado por el tribunal deportivo por una alineación indebida, por lo que perdió seis puntos y terminó en quinto lugar.
En 2010 no jugaría en el Campeonato Sul-Matogrossense por falta de patrocinios y desde el año 2016 no participó en los torneos estatales, hasta su regreso en 2021, año en el cual participó en el Campeonato Sul-Matogrossense - Serie B, del cual logra salir subcampeón, regresando así al Campeonato Sul-Matogrossense de 2022.

## Palmarés
- Campeonato Sul-Matogrossense: 1

2006